# 26605 Hanley
26605 Hanley è un asteroide della fascia principale. Scoperto nel 2000, presenta un'orbita caratterizzata da un semiasse maggiore pari a 2,4773026 au e da un'eccentricità di 0,0663161, inclinata di 7,34178° rispetto all'eclittica.
L'asteroide è dedicato all'astronoma statunitense Jennifer Hanley.